# جوناثان بولانوس
جوناثان بولانوس (بالإسبانية: Jonathan Bolaños)‏ هو لاعب كرة قدم كوستاريكي، ولد في 22 أبريل 1978 في سان خوسيه في كوستاريكا. شارك مع منتخب كوستاريكا لكرة القدم. أما مع النوادي، فقد لعب مع ديبورتيفو سابريسا وشيكاغو فاير ونادي كارتاهينيس.

## وصلات خارجية
- جوناثان بولانوس على موقع الاتحاد الدولي (مؤرشف)  (الإنجليزية)
- جوناثان بولانوس على موقع الدوري الأمريكي (الإنجليزية)
- جوناثان بولانوس على موقع قاعدة بيانات كرة القدم.إي يو (الإنجليزية)
- جوناثان بولانوس على موقع ناشيونال فوتبول تيمز (الإنجليزية)